# Garnát obecný
Garnát obecný (Crangon crangon) je druh krevety žijící podél evropského pobřeží od Bílého moře po Maroko v hloubkách do 150 metrů, objevuje se také v brakických vodách.

## Popis
Samci dosahují délky do 5 centimetrů a samice do 9 centimetrů. Garnáti mají šedohnědé zbarvení, které jim umožňuje splynout s mořským dnem (po uvaření zčervenají). Charakteristickým rysem je krátký krunýř, roh na čele a mohutný přední pár nohou. Ve dne se skrývají v písku před predátory, jako je treska bezvousá a další ryby, v noci vyrážejí na lov; jejich potravu představují hlavně různonožci a mnohoštětinatci. Mohou se dožít až pěti let.

## Hospodářské využití

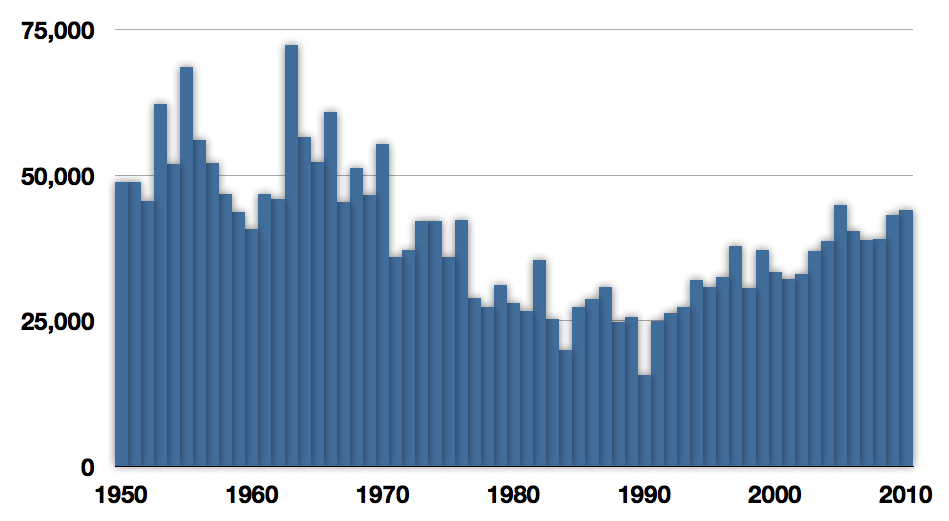
Roční úlovky garnáta obecného (zdroj FAO)

V Severním moři je garnát obecný již od 17. století předmětem intenzivního komerčního lovu, k němuž se od konce 19. století využívají trawlery, a patří k hospodářsky nejvýznamnějším korýšům (ročně se uloví okolo 35 000 tun). Protože se jeho maso rychle kazí, zpracovávají se garnáti většinou už na rybářských lodích. Za tří kilogramů garnátů se získá asi kilogram masa, zbytek je odpad. Využívají se především ve studené kuchyni: belgickou specialitou je koktejl tomate-crevette z garnátů, rajských jablíček a majonézy, v Anglii je oblíbenou pochoutkou potted shrimps, směs garnátího masa s máslem a muškátovým oříškem.